# 阮福㫛
誠郡公阮福㫛（越南语：／；1735年—1775年），又名阮福誠（越南语：／），廣南阮主第八代領袖阮福濶的第四子。
阮福㫛生母無考，景興三十五年（1774年）授節制水步；當年冬天，鄭主派兵到胡舍，阮福㫛和阮久法擒獲張福巒，送給鄭兵將領黃五福。
次年（1775年），他跟隨定王阮福淳巡幸廣南，到嘉定時病重，就留在當地，到同年夏天逝世，虛齡四十一歲。
阮福㫛有五名兒子：阮福昭、阮福貴、阮福曇、阮福晃和阮福曜。